# Skynyrd's First and... Last
Skynyrd's First and... Last è un album discografico di raccolta del gruppo musicale southern rock statunitense Lynyrd Skynyrd, pubblicato nel 1978. Si tratta di una raccolta di demo registrate tra il 1971 ed il 1972.

## Tracce
1. Down South Jukin' (Gary Rossington, Ronnie Van Zant) - 2:12
2. Preacher's Daughter (Rickey Medlocke, Van Zant) - 3:39
3. White Dove (Medlocke) - 2:56
4. Was I Right or Wrong (Rossington, Van Zant) - 5:21
5. Lend a Helpin' Hand (Rossington, Allen Collins, Van Zant) - 4:24
6. Wino (Collins, Medlocke, Van Zant) - 3:15
7. Comin' Home (Collins, Van Zant) - 5:30
8. The Seasons (Medlocke) - 4:09
9. Things Goin' On (Original Version) (Rossington, Van Zant) - 5:10

## Formazione
- Ronnie Van Zant - voce
- Allen Collins - chitarra
- Gary Rossington - chitarra
- Jeff Conover - chitarra, armonica
- Wayne Perkins - chitarra
- Billy Powell - tastiera
- Greg T. Walker - basso
- Leon Wilkeson - basso
- Ed King - basso
- Rickey Medlocke - voce, batteria, mandolino
- Bob Burns - batteria